# Shania Twain

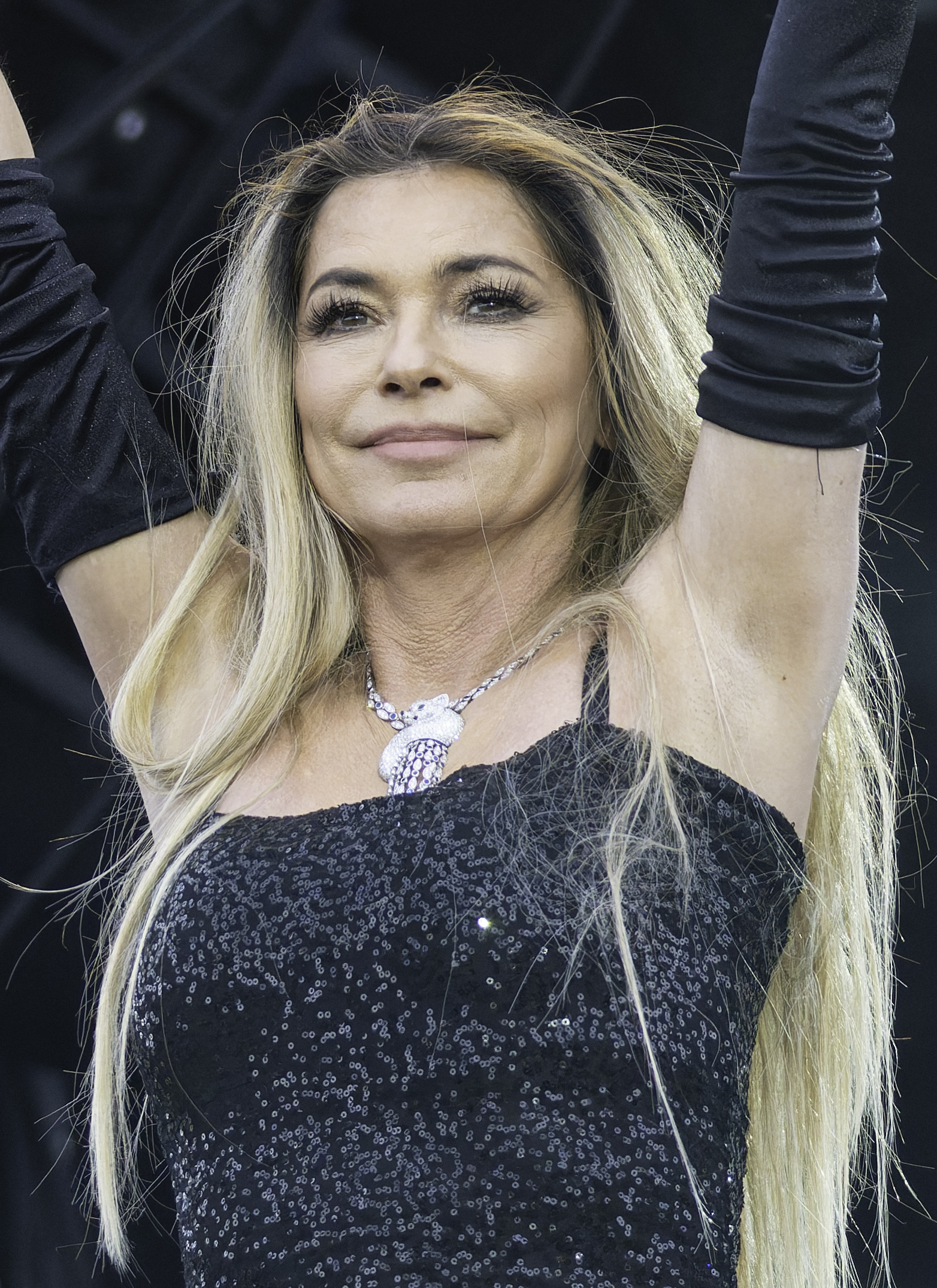
Shania Twain (2024)

Shania Twain [ʃəˈnaɪ.ə ˈtweɪn] (* 28. August 1965 als Eilleen Regina Edwards in Windsor, Ontario) ist eine kanadische Sängerin und Songwriterin, die als Crossover-Künstlerin in der Country-Musik und in der Popmusik mit Titeln wie You’re Still the One, That Don’t Impress Me Much, I’m Gonna Getcha Good! und Ka-Ching! bekannt wurde.
Bis 2010 wurde Twain fünfmal mit dem Grammy und 27 Mal mit dem BMI-Songwriter-Award ausgezeichnet. Ihr 1997 erschienenes Album Come On Over ist das meistverkaufte Album einer Solokünstlerin. Twain verkaufte bisher 100 Millionen Tonträger weltweit. Laut Recording Industry Association of America ist sie mit 48,5 Millionen verkauften Alben die sechsterfolgreichste Solokünstlerin in den USA.

## Leben
Shania Twain wurde als Tochter von Clarence Edwards in Windsor, Ontario geboren. Ihren bürgerlichen Namen Eilleen Regina änderte sie in Shania – ursprünglich ein Wort aus der Sprache der Ojibwa-Indianer, das „Ich bin auf meinem Weg“ bedeutet. Der Nachname Twain stammt von ihrem Stiefvater Jerry Twain. Aufgewachsen ist sie in der kanadischen Ortschaft Timmins, wo eine Straße nach ihr benannt wurde und ein Shania-Twain-Museum, das Shania Twain Centre, existierte, das jedoch zwischenzeitlich geschlossen wurde. Am 1. November 1987 kamen ihre Mutter und ihr Stiefvater bei einem Autounfall ums Leben. Von diesem Zeitpunkt an musste sie sich um ihre jüngeren Geschwister kümmern. In einem Interview schilderte sie, dass sie mit ihnen teilweise nahe der Armutsgrenze lebte.
Sie war von 1993 bis 2010 mit dem Musikproduzenten Robert John „Mutt“ Lange verheiratet. Aus dieser Ehe ging ein 2001 geborener Sohn hervor. Im Januar 2011 heiratete Twain in Puerto Rico den Schweizer Nestlé-Manager Frédéric Thiébaud.
Sie lebt seit 1996 am Genfersee in der Schweiz, darunter in La Tour-de-Peilz und als Seeanrainer in Corseaux.

## Karriere

### 1990er Jahre

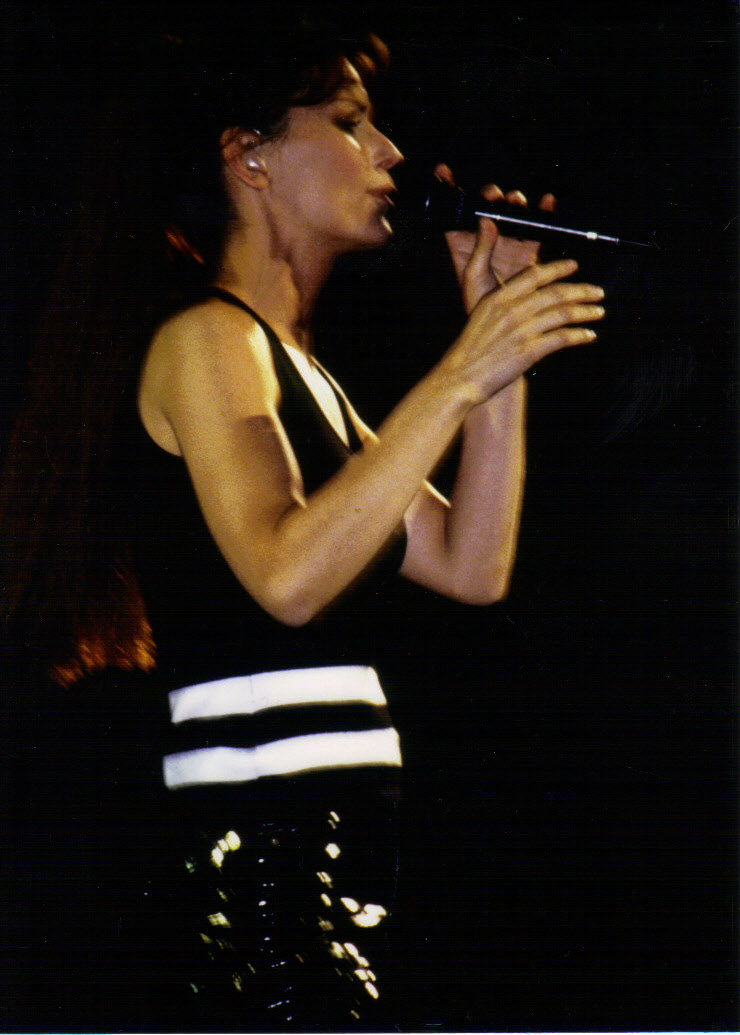
Shania Twain (1999)

Im April 1993 erschien ihr unter Harold Shedd und Norro Wilson produziertes Debütalbum Shania Twain und verkaufte sich in den USA mehr als eine Million Mal. Von ihrem 1995 nachfolgenden zweiten Album The Woman in Me verkaufte sie dort mehr als zwölf Millionen Exemplare; es wurde das bis dahin erfolgreichste Country-Album. 1997 erschien das dritte Studioalbum Come On Over und wurde ein noch größerer Erfolg. Die Singles You’re Still the One, From This Moment On und That Don’t Impress Me Much wurden 1998 nicht nur Spitzenreiter in den Country-Charts, sondern erreichten auch die Top 10 der offiziellen US-Billboard-Charts, während das Album bis auf Platz zwei kletterte.
Für den Vertrieb in Europa wurde das Album Come On Over in einer Country-Pop-Version neu abgemischt. Diese Version belegte 1999 Platz 1 in Großbritannien und wurde dort das meistverkaufte Album des Jahres. Sowohl in Großbritannien als auch in Australien wurde das Album jeweils mehr als eine Million Mal verkauft. Wie in den USA wurden auch in Großbritannien die hier neu arrangierten Balladen You’re Still the One und From This Moment On zu Top-10-Hits. Den Durchbruch in ganz Europa brachte im Frühsommer 1999 der Dancemix der Single That Don’t Impress Me Much, der nicht nur Platz drei in Großbritannien belegte, sondern auch die Top 10 in Deutschland und nahezu allen europäischen Ländern erreichte. Der Nachfolger Man! I Feel Like a Woman!, erneut als Popmix veröffentlicht, festigte ihren europäischen Erfolg und erreichte im Herbst 1999 Platz 3 in Großbritannien und Frankreich. Das Album Come On Over blieb sowohl in den USA als auch in Großbritannien mehr als zwei Jahre in den Charts und wurde mit weltweit etwa 34 Millionen verkauften Exemplaren das meistverkaufte Album einer Solo-Künstlerin.

### 2000er Jahre

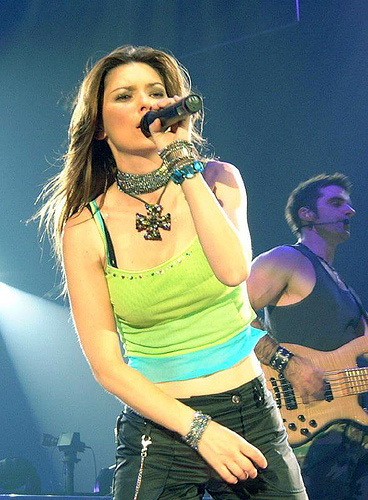
Shania Twain (2004)

Das nachfolgende Album Up! erschien 2002 in drei Versionen. Neben der Pop-Version für Europa wurde für die USA eine Country-Variante produziert, für den restlichen Markt wurde ein Remix mit Klängen der Weltmusik veröffentlicht. Up! wurde bis Dezember 2003 in den USA 10 Millionen Mal verkauft. Inzwischen erreichte das Album dort elffachen Platinstatus. Auch in anderen Ländern, vor allem in Europa war Up! sehr erfolgreich, das Album belegte Platz 1 in Deutschland und die Top fünf in Großbritannien und Frankreich. Auch hier waren es wieder die zahlreichen Singlehits, die das Album zum Dauerbrenner werden ließen: I’m Gonna Getcha Good! (Top 10 in GB, Top 15 in Deutschland und Frankreich), Ka-Ching! (Platz drei in Deutschland, Top 10 in GB), Forever and for Always (Top 10 in GB und Deutschland) und Thank You Baby (Top 20 in GB und Deutschland).
In den USA war bis auf die Top-20-Notierung von Forever and for Always keine der dortigen Auskopplungen kommerziell erfolgreich, das Album jedoch verkaufte sich dort sehr gut. Shania Twain ist die einzige Künstlerin, deren drei aufeinander folgende Alben in den USA Diamantstatus für jeweils zehn Millionen verkaufte Exemplare erhielten. In Deutschland erhielt sie 2004 sowohl den Echo als auch den Bambi als erfolgreichste Sängerin.
Im Herbst 2004 erschien das ebenfalls erfolgreiche Album Greatest Hits von Shania Twain, das auch drei neue Titel enthält. Davon war die Single Party for Two im Duett mit dem Sugar-Ray-Sänger Mark McGrath ein weiterer Top-10-Hit in Großbritannien und Deutschland. In den USA erschien die Single als Country-Version im Duett mit Billy Currington. 2005 erschien der Soundtrack zur Serie Desperate Housewives, zu dem Twain den Titel Shoes beisteuerte. 2007 nahm Twain mit der kanadischen Sängerin Anne Murray das Duett You Needed Me für das Album Anne Murray Duets Friends & Legends auf. 2009 war Twain Gastjurorin bei American Idol.

### 2010er Jahre

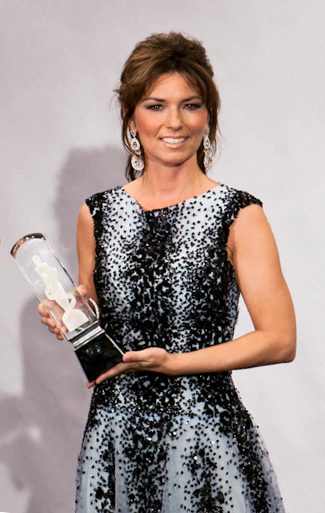
Shania Twain bei ihrer Aufnahme in die Canadian Music Hall of Fame im Rahmen des Juno Awards (2011)

Im Juni 2011 wurde Twain auf dem Hollywood Walk of Fame mit einem Stern in der Kategorie Musikaufnahmen (6270 Hollywood Boulevard) geehrt. Nachdem ein geplantes neues Album unter anderem aufgrund der Erziehung ihres Sohnes und eines langwierigen Stimmverlustes durch eine 2003 diagnostizierte Lyme-Borreliose-Erkrankung immer wieder verschoben worden war, veröffentlichte Twain im September 2017 ihr fünftes Studioalbum, das erste seit 15 Jahren mit dem Titel Now. Es stieg eine Woche später auf Anhieb auf Platz eins der US-Charts ein. Die The Now Tour startete im Mai 2018 und beinhaltete insgesamt 74 Konzerte.

### 2020er Jahre
2020 übernahm Twain die Rolle der Terry Camp an der Seite von K. J. Apa und Gary Sinise in der Musikfilmbiografie I Still Believe über den Songwriter Jeremy Camp. 2022 war sie Überraschungsgast beim Coachella-Festival und sang zwei Songs mit Harry Styles im Duett. 2022 war Twain als Mrs Potts in dem Fernsehfilm Beauty and the Beast: A 30th Celebration nach dem Walt-Disney-Film von 1991 zu sehen. Im gleichen Jahr erschien auf Netflix die Dokumentation Shania Twain – Not just a Girl. Im Februar 2023 veröffentlichte Twain ihr sechstes Studioalbum Queen of Me, das ihr erstes Album beim Label Republic Records ist und mit dem ihr ihre dritte Nummer-eins-Platzierung in den britischen Charts gelang.

## Diskografie
Studioalben

| Jahr | Titel Musiklabel                        | Höchstplatzierung, Gesamtwochen, AuszeichnungChartplatzierungen (Jahr, Titel, Musiklabel, Platzierungen, Wochen, Auszeichnungen, Anmerkungen) | Höchstplatzierung, Gesamtwochen, AuszeichnungChartplatzierungen (Jahr, Titel, Musiklabel, Platzierungen, Wochen, Auszeichnungen, Anmerkungen) | Höchstplatzierung, Gesamtwochen, AuszeichnungChartplatzierungen (Jahr, Titel, Musiklabel, Platzierungen, Wochen, Auszeichnungen, Anmerkungen) | Höchstplatzierung, Gesamtwochen, AuszeichnungChartplatzierungen (Jahr, Titel, Musiklabel, Platzierungen, Wochen, Auszeichnungen, Anmerkungen) | Höchstplatzierung, Gesamtwochen, AuszeichnungChartplatzierungen (Jahr, Titel, Musiklabel, Platzierungen, Wochen, Auszeichnungen, Anmerkungen) | Höchstplatzierung, Gesamtwochen, AuszeichnungChartplatzierungen (Jahr, Titel, Musiklabel, Platzierungen, Wochen, Auszeichnungen, Anmerkungen) | Höchstplatzierung, Gesamtwochen, AuszeichnungChartplatzierungen (Jahr, Titel, Musiklabel, Platzierungen, Wochen, Auszeichnungen, Anmerkungen) | Anmerkungen                                                    |
| Jahr | Titel Musiklabel                        | DE | AT | CH | UK | US | Country | CA | Anmerkungen                                                    |
| ---- | --------------------------------------- | --- | --- | --- | --- | --- | --- | --- | -------------------------------------------------------------- |
| 1993 | Shania Twain Mercury Nashville (UMG)    | — | — | — | UK— SilberUK | US— PlatinUS | Country67 (4 Wo.)Country | CA— ×2Doppelplatin (Physisch) + Platin (Digital)CA                                                                                            | Erstveröffentlichung: 20. April 1993 Verkäufe: + 1.360.000     |
| 1995 | The Woman in Me Mercury Nashville (UMG) | DE72 (1 Wo.)DE | — | CH91 a (1 Wo.)CH | UK7 Platin · (30 Wo.)UK | US5 ×2Diamant + Doppelplatin · (107 Wo.)US | Country1 (110 Wo.)Country | CA6 ×2Doppeldiamant · (… Wo.)CA | Erstveröffentlichung: 7. Februar 1995 Verkäufe: + 20.000.000   |
| 1997 | Come On Over Mercury Nashville (UMG)    | DE8 ×3Dreifachgold · (54 Wo.)DE | AT4 Gold · (34 Wo.)AT | CH4 ×3Dreifachplatin · (101 Wo.)CH | UK1 ×12Zwölffachplatin · (161 Wo.)UK | US2 ×2Doppeldiamant · (151 Wo.)US | Country1 (151 Wo.)Country | CA1 ×2Doppeldiamant · (… Wo.)CA | Erstveröffentlichung: 4. November 1997 Verkäufe: + 40.000.000  |
| 2002 | Up! Mercury Nashville (UMG)             | DE1 ×2Doppelplatin · (81 Wo.)DE | AT2 Platin · (79 Wo.)AT | CH2 ×3Dreifachplatin · (78 Wo.)CH | UK4 ×2Doppelplatin · (50 Wo.)UK | US1 Diamant + Platin · (93 Wo.)US | — | CA1 ×2Doppeldiamant · (… Wo.)CA | Erstveröffentlichung: 15. November 2002 Verkäufe: + 15.878.000 |
| 2017 | Now Mercury Nashville (UMG)             | DE12 (3 Wo.)DE | AT16 (2 Wo.)AT | CH10 (5 Wo.)CH | UK1 Silber · (7 Wo.)UK | US1 (7 Wo.)US | Country1 (13 Wo.)Country | CA1 Platin · (19 Wo.)CA | Erstveröffentlichung: 29. September 2017 Verkäufe: + 166.000   |
| 2023 | Queen of Me Republic Records (UMG)      | DE13 (2 Wo.)DE | AT19 (1 Wo.)AT | CH2 (4 Wo.)CH | UK1 (3 Wo.)UK | US10 (2 Wo.)US | Country2 (2 Wo.)Country | CA2 (3 Wo.)CA | Erstveröffentlichung: 3. Februar 2023                          |

## Filmografie
- 2019: Trading Paint – Regie: Karzan Kader
- 2020: I Still Believe – Regie: Andrew Erwin, Jon Erwin
- 2022: Beauty and the Beast: A 30th Celebration – Regie: Hamish Hamilton
- 2024: Ein ganzer Kerl (A Man in Full; Fernsehserie, Folge Saddlebags)
- 2024–2025: Doctor Odyssey (Fernsehserie, 2 Folgen)

## Auszeichnungen (Auswahl)

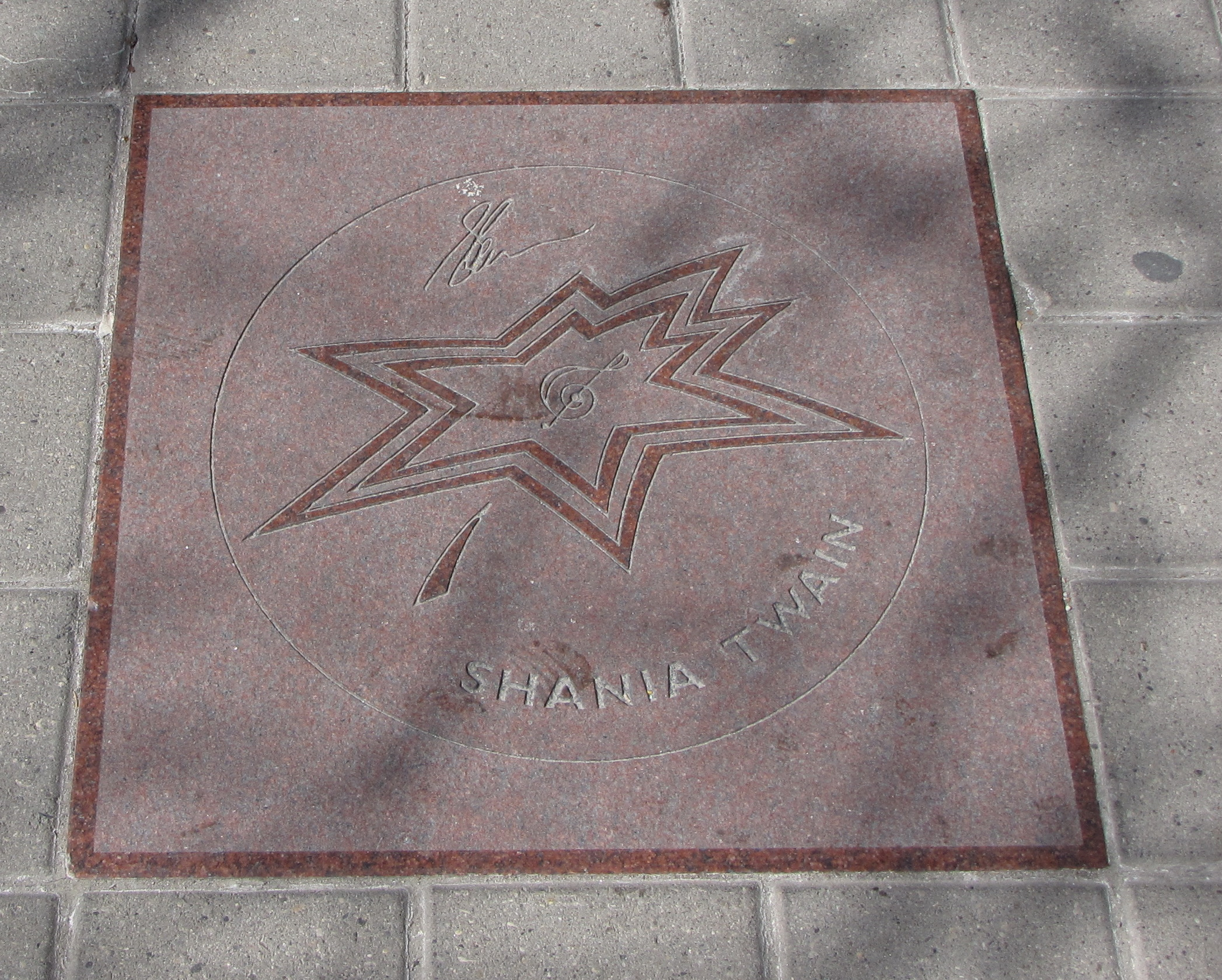
Shania Twains Stern auf dem Canadian Walk of Fame

- 1995: Top New Female Vocalist (Academy of Country Music Awards)
- 1996: World’s Best Selling Country Artist (World Music Awards)
- 1997: International Achievement Award (Juno Awards)
- 1999: Best Country Song (Grammy Award)
- 1999: Entertainer of the Year (Country Music Association Awards und Academy of Country Music Awards)
- 1999: Favorite Female Country Artist und Favorite Female Pop/Rock Artist (American Music Awards)
- 2000: Favorite Female Musical Artist (People’s Choice Award)
- 2000: Best Songwriter (Juno Awards)
- 2003: Künstlerin International (Comet)
- 2004: Künstlerin international (ECHO)
- 2004: Künstlerin international (Bambi)
- 2011: Aufnahme in die Canadian Music Hall of Fame[17]